# Источномадагаскарска струја
Источномадагаскарска струја  је топла струја, која настаје од вода Јужноекваторијалне струје са источне стране острва Мадагаскар, јужније од 20° јгш. Креће се ка југу и код Рта свете Марије, прелази у Агуљас струју, тачније храни њене токове. Дејством циклона и антициклона, ову струју одлукују бројни вртлози. 